# Poniatowa (gromada)
Poniatowa – dawna gromada, czyli najmniejsza jednostka podziału terytorialnego Polskiej Rzeczypospolitej Ludowej w latach 1954–1972.
Gromady, z gromadzkimi radami narodowymi (GRN) jako organami władzy najniższego stopnia na wsi, funkcjonowały od reformy reorganizującej administrację wiejską przeprowadzonej jesienią 1954 do momentu ich zniesienia z dniem 1 stycznia 1973, tym samym wypierając organizację gminną w latach 1954–1972.
Gromadę Poniatowa z siedzibą GRN we Poniatowej (wówczas wsi) utworzono – jako jedną z 8759 gromad na obszarze Polski – w powiecie puławskim w woj. lubelskim na mocy uchwały nr 14 WRN w Lublinie z dnia 5 października 1954. W skład jednostki weszły obszary dotychczasowych gromad Sporniak, Młynki, Henin i Leśniczówka ze zniesionej gminy Karczmiska oraz obszar lasu Majdan Trzebiesza z dotychczasowej gromady Majdan Trzebiesza ze zniesionej gminy Godów w tymże powiecie. 
13 listopada 1954 gromada weszła w skład nowo utworzonego powiatu opolsko-lubelskiego w tymże województwie, gdzie ustalono dla niej 15 członków gromadzkiej rady narodowej.
Gromadę Poniatowa zniesiono 1 stycznia 1956 w związku z nadaniem jej statusu osiedla (18 lipca 1962 Poniatowa otrzymała prawa miejskie).